# UFC 224
UFC 224: Nunes vs. Pennington（ユーエフシー・ツートゥエンティフォー：ヌネス・バーサス・ペニントン）は、アメリカ合衆国の総合格闘技団体「UFC」の大会の一つ。2018年5月12日、ブラジル・リオデジャネイロ州リオデジャネイロのジュネス・アリーナで開催された。

## 大会概要
本大会では王者アマンダ・ヌネスと挑戦者ラケル・ペニントンによるUFC世界女子バンタム級タイトルマッチが組まれ、ヌネスがパウンドによるTKO勝利で3度目の防衛に成功した。

## 試合結果

### アーリープレリム
第1試合 ミドル級 5分3R
○  マルクス・ペレス vs.  ジェームス・ボクノビック ×
1R 4:28 リアネイキドチョーク
第2試合 ウェルター級 5分3R
○  ラマザン・エミーフ vs.  アルベルト・ミナ ×
3R終了 判定3-0（30-27、30-27、30-27）
第3試合 ミドル級 5分3R
○  ジャック・ハーマンソン vs.  ターレス・レイチ ×
3R 2:10 TKO（マウントパンチ）
第4試合 ウェルター級 5分3R
○  ワーレイ・アウヴェス vs.  スルタン・アリエフ ×
2R 終了 TKO（ドクターストップ）

### プレリミナリーカード
第5試合 ウェルター級 5分3R
○  エリゼウ・ザレスキー・ドス・サントス vs.  ショーン・ストリックランド ×
1R 3:40 KO（後ろ回し蹴り→パウンド）
第6試合 ライト級 5分3R
○  ダヴィ・ハモス vs.  ニック・ハイン ×
1R 4:15 リアネイキドチョーク
第7試合 ヘビー級 5分3R
○  アレクセイ・オレイニク vs.  ジュニオール・アルビニ ×
1R 1:45 エゼキエルチョーク
第8試合 ミドル級 5分3R
○  セザール・フェレイラ vs.   カール・ロバーソン ×
1R 4:45 TKO（肩固め）

### メインカード
第9試合 ミドル級 5分3R
○  リョート・マチダ vs.  ビクトー・ベウフォート ×
2R 1:00 KO（顔面への左前蹴り）
第10試合 バンタム契約 5分3R
○  ジョン・リネカー vs.  ブライアン・ケレハー ×
3R 3:43 KO（左フック）
第11試合 55.8kg契約 5分3R
○  マッケンジー・ダーン vs.  アマンダ・クーパー ×
1R 2:27 リアネイキドチョーク
※ダーンの体重超過によりストロー級から変更。
第12試合 ミドル級 5分3R
○  ケルヴィン・ガステラム vs.  ホナウド・ジャカレイ ×
3R終了 判定2-1（29-28、28-29、29-28）
第13試合 UFC世界女子バンタム級タイトルマッチ 5分5R
○  アマンダ・ヌネス vs.  ラケル・ペニントン ×
5R 2:36 TKO（パウンド）
※ヌネスが3度目の王座防衛に成功。

### 各賞
ファイト・オブ・ザ・ナイト： ケルヴィン・ガステラム vs. ホナウド・ジャカレイ
パフォーマンス・オブ・ザ・ナイト： リョート・マチダ、アレクセイ・オレイニク
各選手にはボーナスとして5万ドルが授与された。

### カード変更
負傷などによるカードの変更は以下の通り。